# Cercyon mellipes
Cercyon mellipes är en skalbaggsart som först beskrevs av Thomas Say 1835.  Cercyon mellipes ingår i släktet Cercyon och familjen palpbaggar. Inga underarter finns listade i Catalogue of Life.